# I. Gergely pápa
I. Gergely vagy katolikus nevén Nagy Szent Gergely (latinul: Gregorius Magnus), (Róma, 540 k. – Róma, 604. március 12.) a 64. pápa, aki 590. szeptember 3-án lépett trónra. A középkor egyik legnagyobb hatású egyházi vezetője, akinek uralkodása alatt a népvándorlás zavarai közepette megerősödött a keresztény vallás. A nép pápája megreformálta az egyház felépítését, műveiben pedig hatással volt a világi társadalom felépítésének módozataira is.

## Élete patríciusként
Valószínűleg 540 körül született Rómában patricius családban. A kutatók szerint a gens Anicia család sarja volt, amelynek hatalmas birtokai voltak Szicíliában, és egy nagy palotájuk a római Caelius dombon, amelynek romjai máig fennmaradtak, azonban az ásatások csak nehezen haladnak, ugyanis a palota maradványaira a Szent András és Gergely templom alatt bukkantak rá. Apját Gordianusnak, anyját Silviának hívták. A jó hírű családban nagy hagyománya volt a kereszténységben, hiszen már anyját is szentként tisztelték. Atyjának pedig két leánytestvérét, Tarsillát és Aemilianát is szentté avatták. Ezért írhatta egy középkori szerző (János diákonus) azt róla, hogy Gergely szent a szentek között.
Gyermekéveiről keveset tudunk. A történelem segítségével mégis feltárhatjuk azokat a borzalmas hatásokat, amelyek nyomán művei megszülettek. Írásaiból kiérezhetők a szomorúság motívumai, amelyek az 546 és 552 közötti ostromok szörnyűségeinek róhatók fel. Rómát ekkoriban felváltva ostromolták meg a gótok, bizánciak és longobárdok. Az előkelő család igyekezett az ifjú Gergelyt megfelelő oktatásban részesíteni. A krónikák szerint sokáig tanult nyelvtant, retorikát és dialektikát, így nem is csoda, ha hamarosan Róma egyik legkiválóbb vitázója lett. Ezen kívül jogot is hallgatott. Mindezek mellett családja hatására szeretett elmélyülni a Szentírás tanításaiban is, és gyakran hallgatta meg az egyházi szónoklatokat a városban.
Vallásos indíttatása miatt elhatározta, hogy segíteni fog a római népen, és mint fiatal patrícius ennek megvalósulását a hivatali pályában látta. Sikereit mi sem bizonyítja jobban, mint az, hogy 573-ban kinevezték Róma prefektusának. E cím régi fénye sokat kopott, még mindig a legfontosabb tisztség volt a városban. De a hivatali intrikák és pénzéhség hamarosan kiábrándította Gergelyt hivatalából, és elhatározta, hogy Isten szolgálatába áll. 574-ben lemondott tisztségéről és minden vagyonáról is. A Caelius dombi palotájukat kolostorrá alakíttatta át, amelyet Szent András vezetése alá helyezett, és szicíliai birtokait is hat monostor között osztotta fel. A korabeli írók így jellemezték Gergelyt: „Egy olyan nemes ember, aki elnyerte Róma minden kegyét és selyemmel meg ékszerekkel volt körbevéve, most hitvány csuhában szolgálja az Úr oltárát."

## Gergely kolostori élete és követsége
Ugyan kétséget kizáróan nem lehet igazolni, de nagyon valószínű, hogy a nagy pápa már szerzetesi évei alatt megismerte Szent Benedek reguláját (kolostori szabályzatát), és aszerint élt. A Szent András-monostorban eltöltött három év, írásai szerint életének legszebb időszaka volt. Egész napjait tölthette a Szentírás szabatos vizsgálatával, olyan életet élhetett, amilyet mindig is szeretett volna. Életrajzírói szerint ezen időszak végtelen egyszerű életmódja is vezetett későbbi rossz egészségi állapotához. 578-ban véget ért az aranyélet számára, ugyanis I. Benedek pápa Rómába kérette a kitűnő verbális képességekkel megáldott Gergelyt. Akarata ellenére a pápa diakónusnak szentelte fel, és segítségét kérte a longobárdok miatt kialakult nehéz helyzet megoldásában. A közeledő ellenség megfékezésére Benedek legátust küldött Konstantinápolyba, hogy sikerüljön kicsikarni Tiberius császártól némi katonai segítséget. A követségben Gergely is részt vett. Hazatérte után nem sokkal II. Pelágiusz pápa szorult helyzetében 579 tavaszán kinevezte  állandó konstantinápolyi követévé, nunciussá, és ismét a császári udvarba küldte.
Hat évig tartó küldetése a fényűző császári udvarban rendkívül éles váltás volt az egyszerű szerzetesi cellához képest, és ezt nehezen is viselte. Amilyen mértékig csak lehetett, megpróbálta megőrizni monostorbeli életmódját. Ebben segítette az a tény is, hogy több szerzetestársa is elkísérte útjára. Sok időt töltött a Biblia olvasásával, értelmezésével, imádkozással. Ott-tartózkodása alatt Eutükhosz, konstantinápolyi pátriárka kiadott egy tanulmányt a feltámadásról. Ebben azt fejtegette, hogy a feltámadt lelkek kézzel megfoghatatlanok, fényből és légből állnak. Gergely Jézus feltámadására hivatkozva vitába szállt a pátriárkával, hiszen Krisztus hús-vér emberként éledt újjá harmadnapon. A vita egyre hevesebb lett, és már az udvarban is egyre nagyobb visszhangot keltett. Így a császár elrendelte, hogy egy tanács előtt kell kifejteniük érveiket, és majd az dönt igazukról. A császár végül elismerte Gergely igazát. A heves küzdelemben mindkét fél annyira kimerült, hogy ágyban kellett pihenniük pár hétig. Gergely hamar felépült, de a pátriárka belehalt a kimerültségbe. Halálos ágyán elismerte ellenfele igazát.
A konstantinápolyi legátusságnak ezen felül nem volt semmi értelme, ugyanis a Bizánci Birodalom nem volt hajlandó katonai segítséget nyújtani Rómának. Gergely számára az út egyetlen tanulsága (görögül ugyanis nem tanult meg, de megismerkedett a keleti egyház vezetőivel) az volt, hogy rájöjjön, a kimerült császári hatalom többé nem fogja segíteni Itáliát.
585 végén hívta vissza a pápa Konstantinápolyból. Gergely örömmel tért haza szülőföldjére, és újra Szent András kolostorába vonult vissza, ahol hamarosan a rend apátja lett. Irányítása alatt a kora középkor legnevesebb kolostora alakult ki, amelynek több tagja később híres lett iniciálé festéséről vagy egyéb képességéről. Gergely szigorú vallásossággal tanította szerzeteseit a Szentírás legkülönbözőbb részeinek magyarázatával. Ebben az időben írta meg nagy hatású művét, a Magna Moraliát, amelyet Jób könyvének értelmezéséről írt. Erre a feladatra még Konstantinápolyban kérte meg Szent Leander. Egyik levelében különös magyarázatot ír a Magna Moralia születésének körülményeiről. Egy britanniai ifjúval beszélgetett a Forumon, és az ő szavai világították meg a könyv értelmét előtte. A beszélgetés után annyira megtetszett neki a brit nép, hogy megkérte Pelágiuszt, engedje el Britanniába, ahol pár szerzetestársával térítőmunkát végezne. A pápa beleegyezett az útba, de a rómaiak felháborodtak az egyházfő döntésén, és követelték Gergely visszahívását. Pelágiusz engedett a tömeg nyomásának, és három nappal Gergely indulása után lovasokat küldött érte, hogy azonnal hozzák vissza az apátot Rómába, ha kell erővel. De Gergely álmot látott, amelyben égi jel intette útja félbeszakítására. 
A brit misszió a kor végidőt váró hangulatával függhetett össze: Britannia volt az akkor ismert világ legtávolabbi pontja, márpedig Krisztus második eljövetelét akkorra remélték, amikor a föld legtávolabbi pontján is hirdetik az evangéliumot. Mégis, ez a misszió kezdet lett: a középkori keresztény misszió egyik kiindulópontja, mivel a népvándorlástól kevésbé sújtott Britanniában olyan kolostori kultúrát sikerült kialakítani, amely missziós szerzetesek sorát adta később a kontinensnek, legfontosabb talán a germánokat megtérítő Szent Bonifác.  

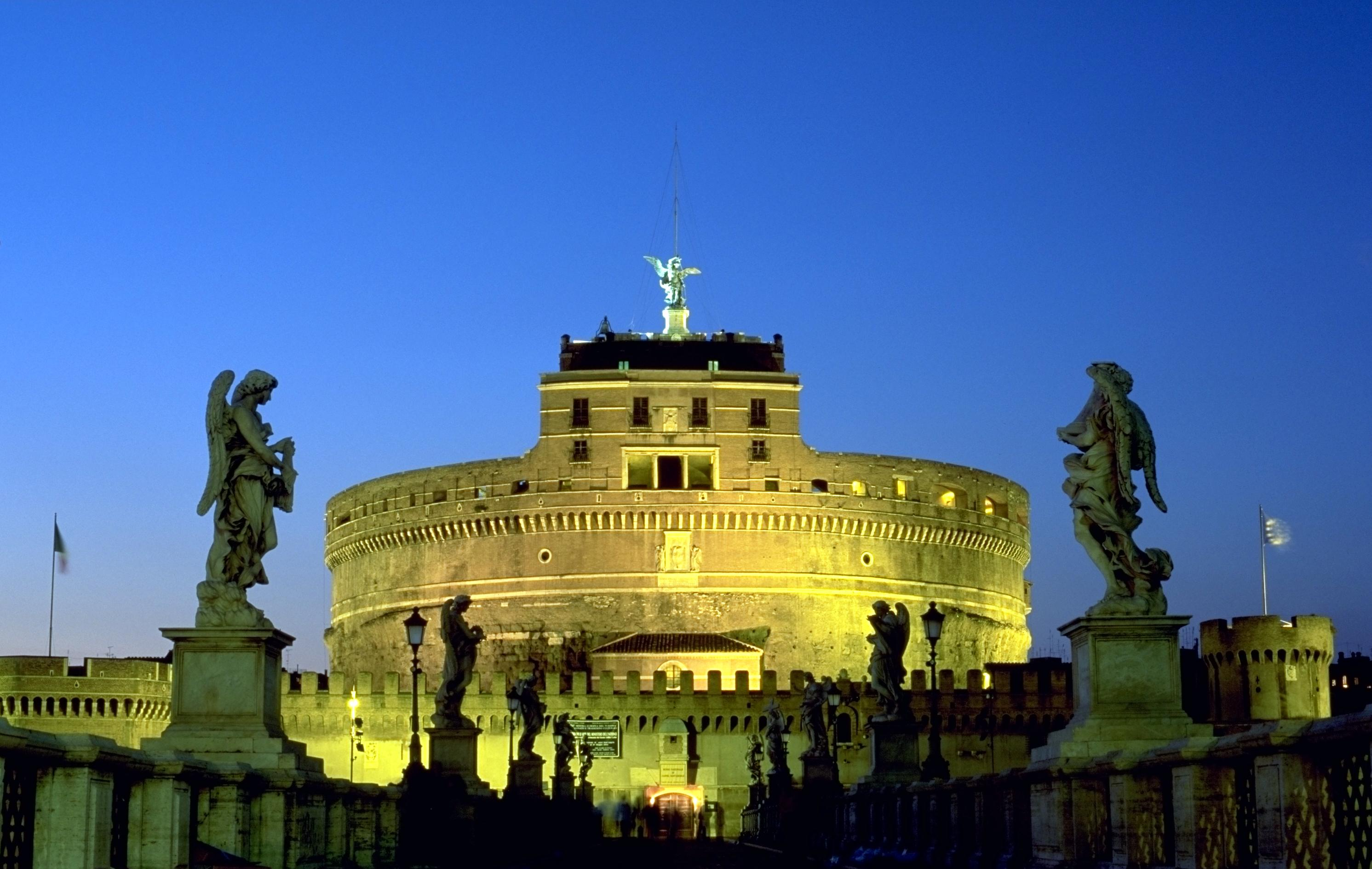
A római Angyalvár

Visszatérte után Pelágiusz titkárságának befolyásos vezetője lett. Levelet írt a skizmába fordult Isztria püspökének, de szavai nem jártak sikerrel, így az észak-itáliai szakadás továbbra is fennmaradt. 589-ben Itáliát páratlan árvíz sújtotta. A kiáradt Tiberis elsodort több házat, még az egyházi gabonaraktárt is. A levonuló szörnyű árhullám után pestisjárvány tört ki Rómában. A kereskedelem leállt, az utcákon szinte csak a halotthordók jártak. 590 februárjában a járvány elérte a pápai palotát is, és megölte Pelágiusz pápát. A gyorsan összegyűlt zsinat előtt nem volt kérdéses, hogy az elhunyt pápa utódjának Gergelyt nevezzék ki. Azonban az apát nagyon jól tudta, hogy a megtisztelő hivatal elfogadása egyúttal azt is jelenti, hogy a hőn szeretett kolostori életet fel kell adnia. A pápaválasztás eredményét a császárnak is meg kellett erősítenie, és Gergely levelet írt Mauricius császárnak, amelyben kérlelte az uralkodót, hogy utasítsa el kinevezését. Azonban Germanus, Róma prefektusa elolvasta a levelet, és csak a választás eredményét küldte tovább Konstantinápolyba. Amíg a válasz megérkezett, Gergely irányította az egyház ügyeit. A halálos járvány ellen felhívta Róma népét egy hatalmas körmenetre, amely a város hét kerületéből indult, és a Szent Szűz bazilikájánál olvadt össze. A menet élén a papok misét mondtak, mindenki imádkozott bűnei bocsánatáért, és isteni könyörületért a pestis ellen. A legenda szerint a Hadrianus császár mauzóleuma előtt elhaladó körmenet látta Szent Mihály arkangyalt, amint kivont kardjával az épület tetején állt, mutatva, hogy a járványnak hamarosan vége lesz. Azóta nevezik Hadrianus halotti emlékművét Angyalvárnak. Majd' hat hónapnyi várakozás után érkezett meg a császár levele, amelyben megerősítette a római zsinat döntését. Gergely megdöbbenten olvasta a császár sorait, és idő kellett hozzá, hogy megnyugodjon, és elfogadja Isten akaratát. 590. szeptember 3-án szentelték Róma püspökévé.

## A Szentszék élén

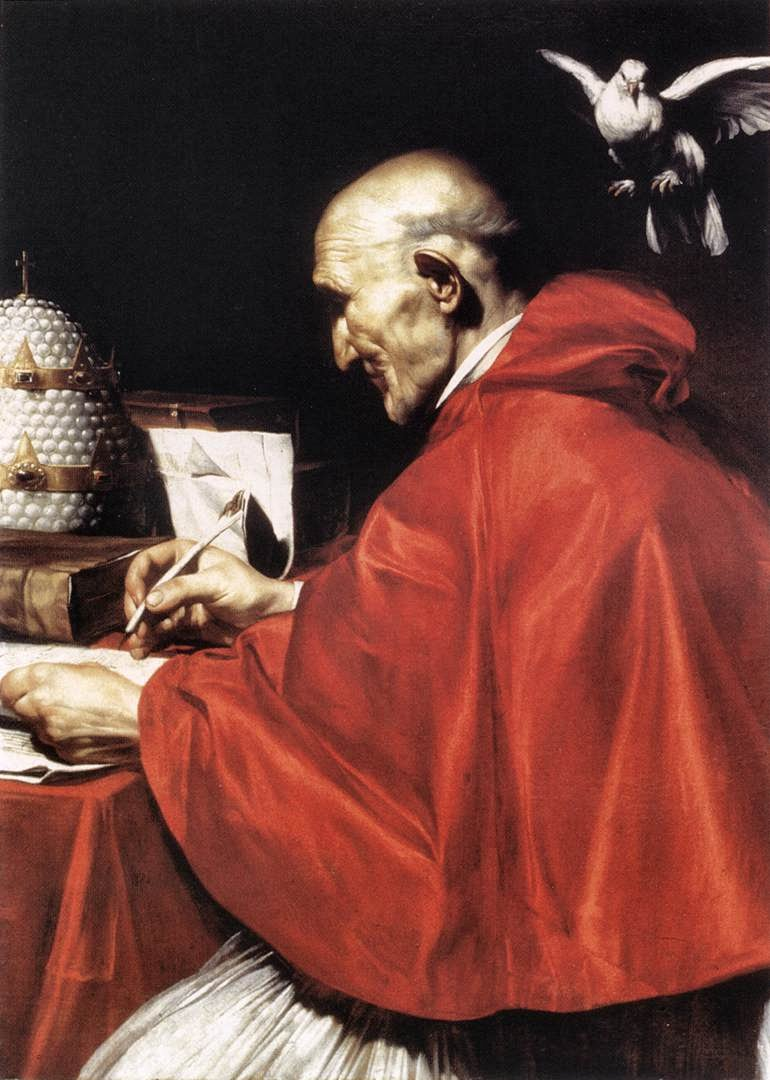
Jusepe de Ribera festménye

Életének utolsó 14 évét töltötte a keresztény egyház vezetésével, de kortársai mind azt írták munkájáról, hogy egy egész életre való feladatot és célt tűzött ki maga elé, s azokat sorban meg is oldotta. Életének ebben az utolsó szakaszában sokszor meggyűlt a baja egészségével. Gyakran volt problémája a gyomrával, vagy ha az békén hagyta, akkor a láz tört rá, de betegsége nem gátolta meg a munkában, szinte sohasem látták pihenni. Gergely nagyságát alapozta meg egyik műve, a Liber pastoralis curae, amelyben a pápa kötelességeiről írt. A négy részre tagolt kötelességek több évszázadra megvetették a helyes uralkodásról vallott nézetek alapjait. Az alábbiakban Gergely életét fejezetekre bontva mutatom be. Ez ugyan nem tartja az időrendet, mégis ebben a formában átláthatóbb a nagy pápa tevékenysége.

### Római élet és munkásság

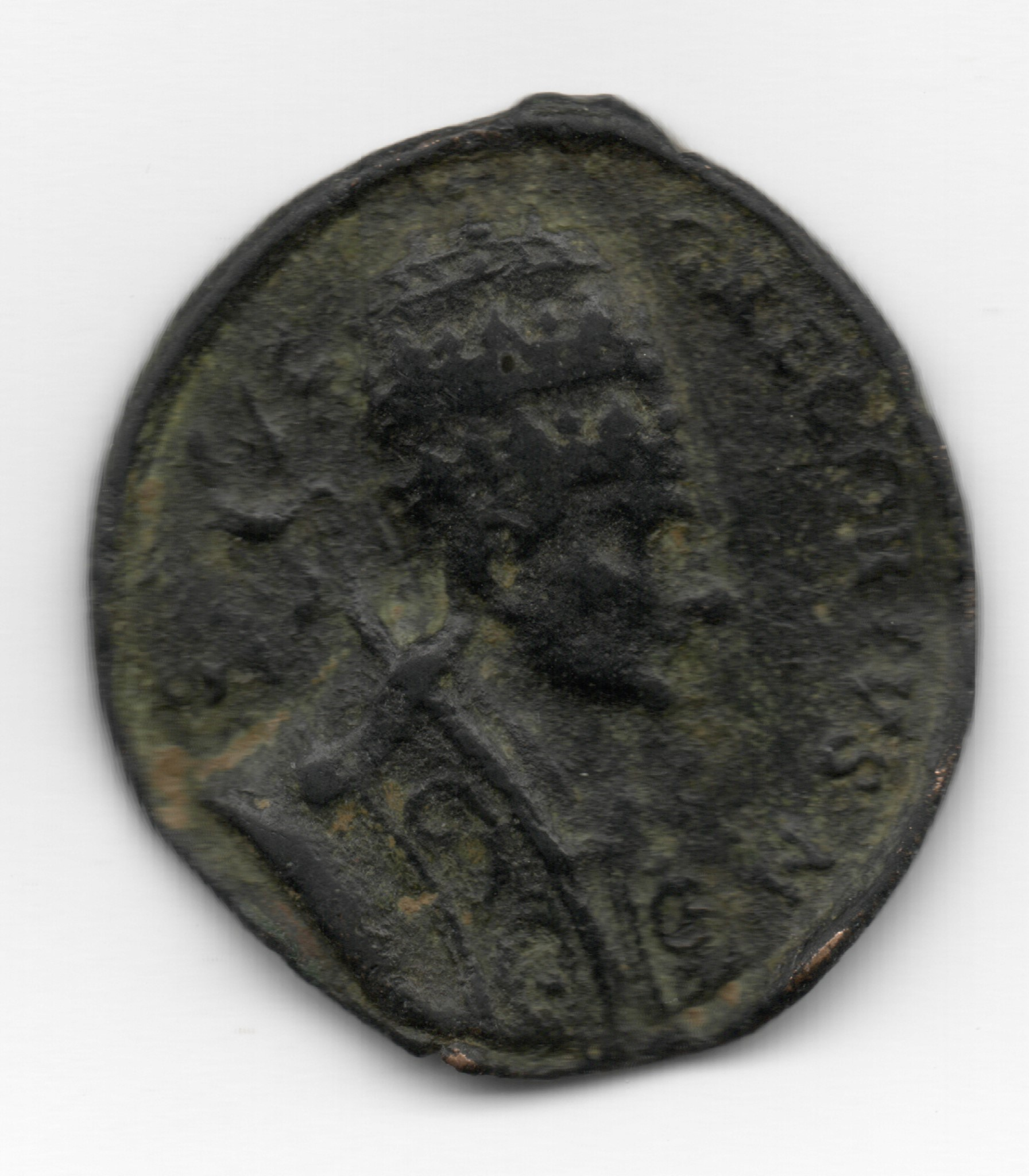
I. Gergely pápa emlékérme, amelynek valószínűleg volt egy füle, ami letörhetett

Az egyházfőnek kijáró kényelmet hamar leegyszerűsítette. A lateráni palotában kolostori körülményeket igyekezett berendezni saját maga számára. Első intézkedéseinek egyike volt, hogy a palotából minden laikus hivatalnokot elküldött, és helyükre képzett klerikusokat ültetett. Miután Rómában már nem volt többé magister militum, a pápára hárultak a katonai vezetés kötelességei is. Ez egyelőre annyiban merült ki, hogy a longobárdok csatáiban megnyomorodott, Rómába költözött tömeget ellássa. Gergely minden erejét latba vetve teremtette meg a nélkülözők napi betevőjét, de nemcsak testi épségükért, hanem lelki gondjaikért is felelősséget vállalt. Ezért többször is misézett a városban a főpapsággal együtt. Az ő pontifikátusához köthető a stációk bevezetése. Ezek tulajdonképpen körmenetek voltak, amelyek egy templomba vezettek, és itt tartotta meg a pápa miséjét. Gergely prédikációira mindig tömegek gyűltek össze. Megpróbálta érthetően, egyszerűen elmagyarázni a Biblia szövegét. Gyakran az életből vett példákkal igazolta az írások helyességét. Nem csak misézett, tanított is. Gyakorlata részekben mindmáig megőrződött a katolikus misékben. 
595 júliusában tartotta meg első zsinatját a Szent Péter-bazilikában, ahol hat döntését fogadtatta el egyháza képviselőivel. Így a misék rendjében változott a Miatyánk helye, illetve a Halleluja éneklésének ideje. Megváltoztatta a papok öltözékét is. A zsinaton kívül liturgikus rendelkezéseinek legismertebb vonatkozásai az úgynevezett gregorián énekek voltak. Gergely volt az a pápa, aki az addig szájhagyomány útján terjedő egyszólamú latin egyházi énekeket összegyűjtette, és azokat a misék rendjébe beépítette.

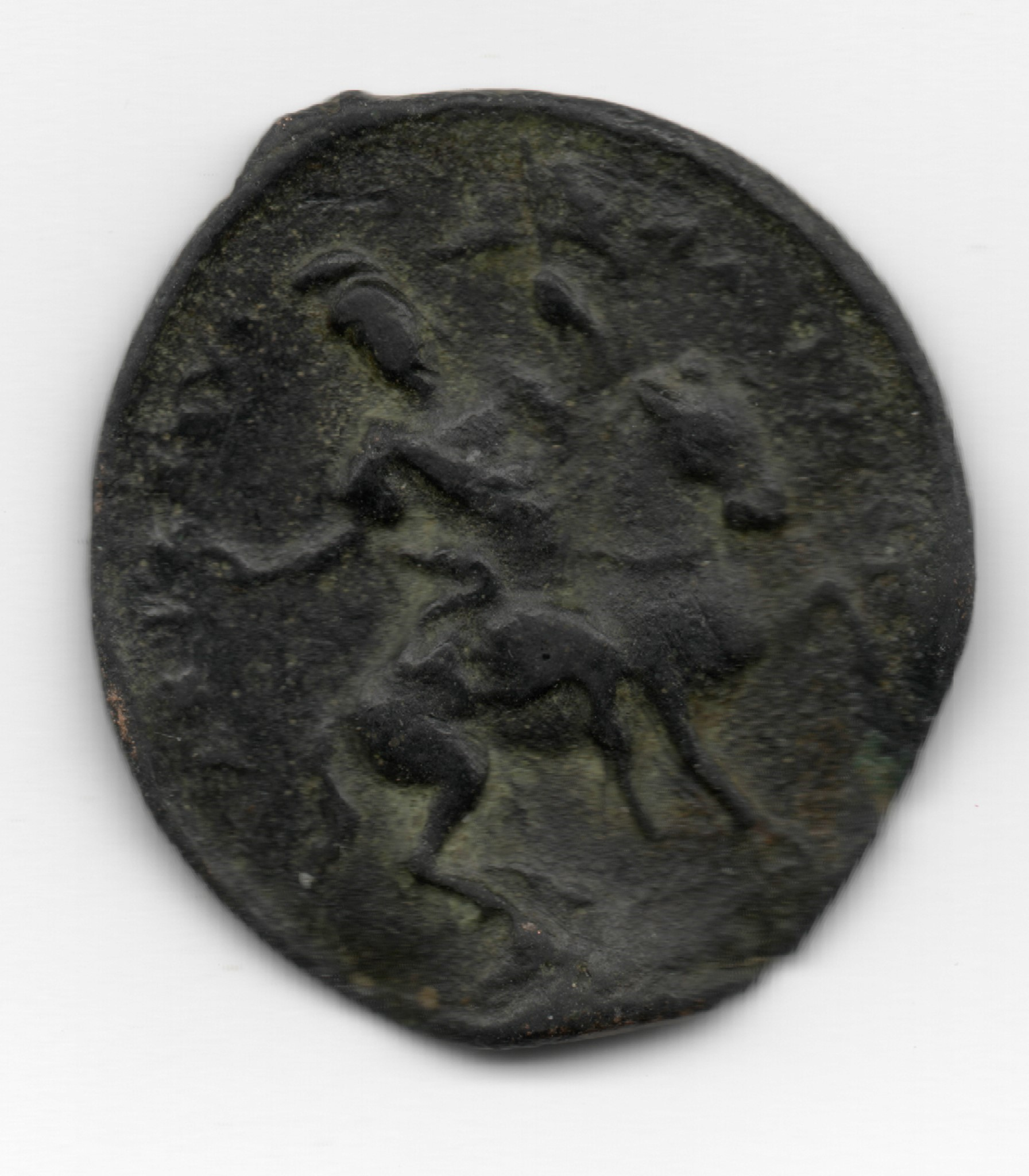
A pápai emlékérme hátoldala

Pontifikátusának egyik legjelentősebb mozzanata volt, hogy felismerte az egyházi birtokok pénzügyi és gazdasági irányításának hiányosságait. Hamar kiderült, hogy Gergely sok egyéb mellett nagyszerű gazdasági szakember is. Az egyházi birtokok akkoriban 400 ezer négyzetkilométernyi területet foglaltak el a néhai birodalom különböző részein (főleg Szicíliában, Afrikában és Campaniában). A pápa új hivatalnoki rendszert épített ki a távoli birtokok ellenőrzésére. Így az egyház bérlői és földhasználói hamar rádöbbentek, hogy többet nem csaphatják be az egyházi felügyelőket, a rectorokat vagy defensorokat. A pápa mint a birtokok tulajdonosa hamarosan leváltotta a legtöbb gazdaság laikus vezetőjét, és helyükre klerikusokat állított. Ennek több oka is volt. Egyrészt jobban megbízott Isten szolgáiban, másrészt gazdasági erejüknél fogva több egyházilag hasznos dolgot tudtak véghez vinni. A rendszeres bérleti díjak beszedése és a gazdaságok jó működtetése megnövelte az egyház gazdasági erejét, és hamarosan a pápai kincstár is felduzzadt. Pontosabban felduzzadt volna, ha Gergely nem osztja szét minden befolyt jövedelmét a szegények között.

### Az itáliai egyházak
A pápai hatalom ősi bölcsője Itália volt, amelynek hitbeli egysége kulcsfontossággal bírt minden egyházfő pontifikátusában. Gergely nagy energiát fektetett abba, hogy közvetlen környezetében, az Appennini-félszigeten megteremtse a hit egységét, persze Róma primátusa alatt. Azonban ez szinte lehetetlen volt, hiszen Itália nagy része az ariánus longobárdok uralma alatt állt, ráadásul Észak-Itália egyháztartományai a három fejezet miatt még mindig fenntartották a skizmát.
A pápa többször próbálta a maga oldalára állítani a longobárd vallási vezetőket, és néha sikereket ért el. A skizmát nem sikerült feloldani, így erős kézzel irányította a fennmaradt hűséges tartományokat. Sok tanító, megfeddő levelet küldött a különböző itáliai püspököknek, és gyakorta le is váltotta egy-egy egyházmegye vezetőjét, ha azt nem tartotta alkalmasnak a vezetésre. Ilyen eset volt a szardíniai Januarius püspök leváltása is, aki valóságos káoszba taszította a cagliari egyházmegyét.

### Kapcsolatai más egyházakkal
Gergely komolyan vette pápai feladatait más egyházakkal való kapcsolataiban is. A keresztény egyházak mindegyikével hasonló politikát tartott fenn. Ennek alapja az volt, hogy elődjei nyomán a római pápa primátusát hirdette minden más egyházi vezető felett, ugyanakkor nagyon vigyázott arra, hogy ne lépje túl saját hatáskörét, és ezáltal ne avatkozzon bele más dolgába. A nyugati egyházakkal fenntartott kapcsolataira jellemző volt, hogy pápai uralmának eszközeiként tekintett rájuk. Nem engedett egy csöppet sem a nyugati önállósodási törekvéseknek, ha úgy látta, püspököket mentett fel szolgálatuk alól, és újakat nevezett ki. Viszont mindig tiszteletben tartotta a metropoliták és egyéb egyházi méltóságok jogkörét. 
Igazán problémás helyzet a keleti egyházakkal állt fenn. 588-ban a konstantinápolyi pátriárka egyetemes pátriárkának nevezte ki magát, ezzel ugyanolyan rangot kapott, mint ami a római pápákat illeti meg. Gergely több levelet is írt a pátriárkának, Böjtölő Jánosnak, amelyekben megírta, hogy Róma püspöke nem személyiségi tiszteletből, hanem Istentől, és általa Szent Pétertől kapott joggal van felruházva. Az egyház vezetése egyedül az ő hatáskörébe tartozik. Az Apostoli Szentszék tehát minden egyház feje. Ennek értelmében több egyházi méltóság viselésébe beleszólt a keleti egyházak területén. Hamarosan fellángolt a vita a konstantinápolyi pátriárka hatalmát illetően. A nagy vitának azonban Gergely életében nem lett vége. A többi egyházzal viszont feltűnően jó viszonyt tartott fenn a pápa, amelyet Alexandriába vagy Antiokheiába írott levelei is megerősítenek.

### A lombard és frank viszonyok
Néhány nappal felszentelése után Itália politikai vezetésében változások álltak be, ugyanis meghalt a longobárdok királya, Authari. A megözvegyült királyné, Theodelinde nőül ment a gazdag, de harcias Agilulfhoz, Torino hercegéhez. Az északi lombard hercegség hamarosan megállapodott Ariulf Spalalato és Arichis Benevento hercegével Itália további meghódításában. Gergely aggódni kezdett a környező félig barbár seregek készülődése miatt, főleg miután a ravennai exarcha, Romanus visszavonult vára fedezékébe. A pápa számára világos volt, hogy ha nem tesz valamit a longobárdok ellen, valószínűleg a háború felemészti majd Rómát. Mégis egészen 592 nyaráig semmi érdemleges nem történt, amikor egyszer csak Gergely fenyegető levelet kapott a spalatói Ariulftól, és az hamarosan megjelent serege élén Róma falainál. Ugyanekkor a beneventói herceg megtámadta Nápolyt, amelynek helyőrsége éppen vezető nélkül volt. Az ostrom megindult, és a pápa szokatlan döntésre határozta el magát. Először a történelemben Gergely kinevezett egy tribunust a város seregének megszervezésére, és az egyházfő vezetésével megalakult a római védelem. Az önálló sereg létrehozása nem váltott ki gyors császári reakciókat, így Gergely elhatározta, hogy különbékét fog kötni a longobárdokkal. Hamarosan találkozott Ariulffal, és a fennmaradt írások szerint ékes szónoklatával annyira megindította a herceget, hogy az elállt hódítási szándékától. A valóságban persze Ariulf hatalmas összeget kapott a békéért a pápai kincstárból. Ezen eseményeknek jövőbemutató szerepük volt az önálló pápai állam megalakulása felé.
Amikor a ravennai várban Romanus értesült a pápa önálló vállalkozásáról, hirtelen feltámadt benne a becsvágy, és seregei élén megtámadta, és visszafoglalta Perugiát, majd bevonult Rómába. A pápa császári fogadtatással üdvözölte az exarchát, akitől állandó védelmet várt. Azonban következő év tavaszán Romanus kivonult katonáival a városból. A nép és a pápa ezután még jobban kiábrándult a bizánci segítségből, mint addig. A felrúgott béke és a ravennai hódítások feldühítették az észak-itáliai lombard hercegeket. 593 júniusában Agilulf király hadai kegyetlen ostrom alá vették Rómát. A féktelen pusztítás megállítására Gergely személyesen találkozott a lombard uralkodóval a Szent Péter-bazilika lépcsőjén. A tárgyalásoknak ismét az lett az eredményük, hogy hivatalosan Agilulf szíve megolvadt a pápa szavainak hallatán, és megindultságában hagyott fel a város ostromával, de valójában ismét kiürült a pápai kincstár. Gergely belátta, hogy a tartós békét csak úgy lehet elérni, ha a császári erők és a longobárdok békét kötnek egymással.
Az egyházfő hamar belekezdett a két ellenfél közötti közvetítésbe. A lombard udvarokban nagy sikereket ért el, ugyanis Theodelinde királynét és a többi királynét is sikerült megkeresztelnie. Ezzel elvetette a katolikus kereszténység írmagját a lombardok között. A gyarapodó katolikus longobárdok nyomására a király hajlandó lett volna kiegyezni a pápával és a ravennai exarchával. De Romanus hallani sem akart a békéről. 595 májusában a pápa fenyegető levelet küldött Ravennába, amely szerint Róma önálló békét fog kötni a longobárdokkal, még ha azt az exarcha nem támogatja is. Romanus Gergely levelét azonnal Konstantinápolyba küldte, mire Mauricius császár dühödt levelet küldött vissza Gergelynek, amelyben árulónak és bolondnak nevezte az egyházfőt. A pápa higgadt választ küldött vissza az udvarnak. Hasonló levelet uralkodó még sosem kapott, ugyanis a pápa hűvös lekezeléssel sorolta fel a császár hibáit. Azonban be kellett látnia, hogy a Bizánci Birodalom segítsége nélkül nem jön létre a béke, így felhagyott önálló terveivel.
A Ravennai Exarchátussal egyre romló kapcsolat alakult ki, ám ennek 596 végén véget vetett Romanus halála. Az új exarcha, Callinicus nyitottabb volt a békére, és mély tisztelettel viselkedett a római pápa iránt. 599-ben végül megkötötték az áhított békét. 601-ben az exarcha megszegte a megállapodást, és újra kitört a háború Itáliában. A császár azonnal visszahívta Callinicust, és helyére Smaragdust nevezte ki, aki újból békét kötött a lombard királyokkal. Ez a szerződés már tartósabbnak bizonyult elődjénél, mivel Gergely életében már több harcra nem került sor.
Gergely élénk levelezést folytatott a frankok királyával is, amelyben a keresztény uralkodók katonai segítségét kérte a lombardok ellen. Amikor a király ezt megtagadta, a pápa megszakította velük a kapcsolatot. Ez az elhidegülés Gergely egész pontifikátusa alatt fennmaradt, sőt még 100 évig nem álltak helyre a kapcsolatok a Szentszék és a frank udvar között. De nem is ez volt a legfontosabb a pápa szemében, ugyanis Gergely támogatta a Frankföldön megalakuló szerzetesrendeket. Egyre több kolostor épült fel a fiatal királyságban. A szerzetesek hatalmas tömegeket kereszteltek meg, és templomaik voltak a kor ipari központjai. A civilizált római kultúra iparát és mezőgazdaságát tanították meg a barbároknak. Ez mindennél jobban megalapozta a pápai hatalmat a frankok földjén.

### Gergely kapcsolata az udvarral
A pápa a világi hatalommal szemben fenntartotta azt az álláspontját, miszerint a császár Isten választottja, az ő nevében uralkodik a földön. Minden olyan kérdésben megdönthetetlen hatalommal rendelkezik, amelyek a laikus világ ügyeire vonatkoznak. Viszont nagyon fontosnak tartotta, hogy egyházi kérdésekben a római pápának vannak Istentől kapott jogosítványai az irányításra. Így két egymással egyforma hatalomnak kell egységben irányítania az embereket. Kiemelt szerepet tulajdonított a két hatalom elkülönültségének és függetlenségének. Ugyanakkor nagyon jól tudta, hogy ez utóbbi csak nagyon nehezen tartható fenn. A császár dolga ugyanis az, hogy hatalmával, seregével segítsen fenntartani az egyházi rendet. Gergely ezalatt az eretnekség, a skizma vagy a bálványimádás felszámolását, az engedetlen egyházfők megrendszabályozását és főként a pápa (és Róma) megvédését értette. A ravennai exarchát mindig is rangban alantasabbként kezelte.
Maurikiusz császár uralkodásával gyakran nem értett egyet. Az udvar féktelen, gyakran felesleges költekezése és cél nélküli irányítása sok szenvedést okozott birodalomszerte. Mégis Gergely tisztelettel viselkedett iránta, és leveleiben segítséget kért az ostromlott Róma számára. Ezt Bizánc gyakran elutasította, de pápa mégsem szakította meg kapcsolatait Konstantinápollyal, hiszen az egyetlen civilizált hatalomként szüksége volt a támaszra. Amikor 602-ben Phókasz megdöntötte Mauricius császár uralmát, Gergely vádló hangú levelet írt az új császárnak, amelyben többször is utalt a trónbitorlásra és a gyilkosságra. Mindemellett jó kapcsolatait megőrizte a császárral.

### Hittérítők Európában
Ismerve Gergely szerzetesi múltját, nem csoda, hogy az első szerzetes-pápa pontifikátusa alatt minden adódó alkalmat kihasznált arra, hogy terjessze a keresztény vallást. A misszionáriusi tevékenységet pedig mindenképpen támogatta. Ezért Ágoston apátot (a későbbi Canterburyi Szent Ágostont) negyven szerzetessel Angliába küldte, hogy ott térítse keresztényégre az embereket. Ezenfelül maradt még számos pogány terület az egykori birodalom határain belül. Nagy eredményeket ért el Galliában a frankok térítésében és Hispániában is, ahol a vizigótok egyre nagyobb számban tértek át a római vallásra. Pontifikátusa alatt sokat küzdött az afrikai donatizmus ellen is, és persze örök vita tárgya volt a három fejezet miatti skizma Észak-Itáliában és Isztriában.
Gergely módszerei változóak voltak a megfelelő hittérítésben. Először mindenképpen a szavak meggyőző erejében bízott. Ha ezzel nem ért el eredményt, nem riadt vissza a pápai intéstől, a megbélyegzéstől és a fenyegetésektől sem. Ha még ezek sem biztosították a sikert, akkor a világi hatalomhoz fordult segítségért. Ez történt az észak-itáliai skizma esetében is.
Érdekes, hogy a pápa a zsidó vallással szemben milyen álláspontot hirdetett. Gergely ugyanis mindent megtett azért, hogy a zsidók érdekei is helyet kapjanak a birodalom ügyeiben. Így kijárta a császárnál azt is, hogy a zsidók ugyanolyan jogokat élvezhessenek, mint a keresztények. Ebben valószínűleg nem a vallási tolerancia játszott szerepet, hanem inkább Gergely általános szemlélete. Eszerint minden embernek azonos jogokat kell adni, mert Isten mindenkit egyenlőnek teremtett.

### Gergely és a kolostorok
Gergely munkásságában kiemelkedő szerepet kapott a szerzetesi élet népszerűsítése, kolostorok építése. Szent Benedek szabályait tartotta a legalkalmasabbnak a monostori élethez. Ezért ennek terjesztésével reformálta meg a legtöbb meglévő kolostor életét is. Akkoriban a kolostoroknak nagy szerepük volt a pogány világ megtérítésében és civilizálásában. Ez volt a legfőbb oka annak, hogy a pápa több tehetős embert is megpróbált rábeszélni arra, hogy alapítson kolostort, vagy támogassa a szerzetesek tevékenységét. A pápai birtokok, patrimóniák jövedelmének nagy része áramlott ebbe a tevékenységbe, amelyen keresztül Hispániától Gallián keresztül Afrikáig nagy sikereket ért el a térítésben és jótékonykodásban. Nagyon sok levelet írt az apátoknak, amelyekben tanításait, intelmeit fogalmazta meg a helyes kolostori életről. Elsősorban a szilárd alapok megteremtéséről és a szegénységről írt. Két közvetlen rendeletet is kiadott pontifikátusa során, amelyek a kolostorok életére vonatkoztak. Az első szerint egy apáca csak hatvanadik életévének betöltése után lehet a rend főnöke. Azután megemelte a novitiusok tanulási idejét is egy évről kettőre. Ezt azzal indokolta meg, hogy ennyi időre mindenképpen szüksége van egy ifjú léleknek, hogy átszellemüljön a Szentírás tanításai által. Ráadásul egyre több csekély műveltségű szolgarendű csatlakozott a különböző rendekhez.
Gergely legmeghatározóbb döntése a rendek és az egyházmegye kapcsolatáról szólt. Sok nyilvánvaló példa tükrözte az egyházmegyék püspökeinek visszaélését a kolostorokban. A termelő szerzetesrendeket gyakran kihasználták és elnyomták püspökeik, és így az apátok mindig a pápához fordultak segítségért. Ennek akart véget vetni Gergely, amikor megírta Privilegia című művét. Ebben leírta, hogy a püspökök az egyházmegye lelki vezetéséért felelősek. Minden olyan törekvés, amely a rendek jogait korlátozza, tilos! Ezen kívül a pápa felsorolt még jó pár pontot, amelyben az apátság a püspökök hatalmán kívül esik. Ennek a művének az elfogadtatásával Gergely megalapozta azt a későbbi gyakorlatot, amely szerint a jelentősebb kolostorok közvetlenül a pápa irányítása alá kerültek. Magyarországon Pannonhalma ilyen. 

### Egy élet vége
A nagyszerű pápa utolsó éveiben gyakran elhatalmasodott rajta a borúlátás, és betegsége is egyre nagyobb erővel támadt szervezete ellen. Végül 604. március 12-én meghalt. Még aznap felravatalozták, és eltemették a Szent Péter-bazilikában. Földi maradványainak tiszteletét kiközösítés terhe mellett megtiltotta. Temetésére hatalmas tömeg gyűlt össze a bazilika körül, és az emberek egyöntetű felkiáltása miatt azonnal szentté avatták. A nagy pápa hamvait a krónikák szerint V. Pál pápa átvitette V. Kelemen kápolnájába. A legendák szerint Gergely néhány ereklyéjét 826-ban a franciaországi Soissus-ba vitték.
A művészet kedvelt témája volt a középkor leghatalmasabb pápája. Leggyakrabban teljes pápai öltözékben ábrázolták a tiarával és a kettős kereszttel. Rendszerint fehér galamb is megjelent Gergely közvetlen közelében egy legenda kapcsán, amelyet egyik íródeákja, Péter diakónus jegyzett fel az utókornak. Eszerint egyik nap, amikor az egyházfő Ezékiel próféta könyvének magyarázatát diktálta, hirtelen fellebbent a függöny fehér fátyla, és egy fehér galamb szállt le Gergely fejére. Úgy tűnt, mintha a galamb tanácsot adott volna a pápának. Egy másik legenda Traianus császárral köti őt össze. Eszerint Nagy Szent Gergely pápa bánkódott azon, hogy Traianus – akit kiváló császárnak tartottak – pogányként halt meg, és így nem kerülhetett a mennyországba, ezért imáival kieszközölte Istennél, hogy egy órára támadjon föl. Amikor ez megtörtént, ő mint pap beszélt vele egy óra hosszat, meggyőzte a kereszténység szépségéről, megkeresztelte, majd Traianus boldogan halt meg újra, és így már nem a pokolba, hanem a mennyországba került.
Személyében a középkor legolvasottabb teológusa is sírba szállt. A már említett Magna Moralia és Liber pastoralis curae mellett híres Dialógusok című műve is, amelyben apró illusztrációk is megjelennek. Mivel 604. március 12-én temették el Rómában, a 8. századtól kezdve ezen a napon ünnepelték. Ez a nap azonban a nagyböjtbe esik, ezért emléknapját 1969-ben szeptember 3-ára helyezték, arra a napra, amikor Szent Péter utódjává szentelték.

## Művei
- Documenta Catholica Omnia (latin nyelven). (Hozzáférés: 2011. december 6.)

### Magyarul megjelent művei
- Nagy Szent Gergely pápa alkonyi himnusza In: Babits Mihály: Amor Sanctus – A középkor latin himnuszai, Magyar Szemle Társaság, Budapest, 1933, 76–78. o.
- Himnuszok In: Sík Sándor: Himnuszok könyve, Szent István Társulat, Budapest, 1943, 141–165. o.
- A lelkipásztorság törvénykönyve; ford., bev. Félegyházy József; Szent István Társulat, Bp., 1944, 251 o.
- Szent Benedek élete; ford. Rados Tamás, Szabó Flóris; Bencés Kiadó, Pannonhalma, 1993, ISBN 963-7819-14-2, 73 o.
- Moralia. Bibliakommentár a Jób könyvéhez; ford. Barotai György; Terebint, Bp., 2000 ISBN 963-004-102-2, 288 o.
- A lelkipásztor kézikönyve; ford. tan. Sághy Marianne; Paulus Hungarus–Kairosz, Bp., 2004 (Catena. Fordítások), ISBN 9639568414, 312 o.
- Sulpicius Severus: Szent Márton élete / Nagy Szent Gergely pápa: Szent Benedek élete; ford. Rados Tamás, Szabó Flóris; Bencés, Pannonhalma, 2010 (Patrisztika)